# Liste der Biografien/Muller, L
Liste der Biografien |
Portal Biografien |
L Personensuche
# |
A |
B |
C |
D |
E |
F |
G |
H |
I |
J |
K |
L |
M |
N |
O |
P |
Q |
R |
S |
T |
U |
V |
W |
X |
Y |
Z |
?
 
Ma |
Mb |
Mc |
Md |
Me |
Mf |
Mg |
Mh |
Mi |
Mj |
Mk |
Ml |
Mm |
Mn |
Mo |
Mp |
Mq |
Mr |
Ms |
Mt |
Mu |
Mv |
Mw |
Mx |
My |
Mz
 
Mua |
Mub |
Muc |
Mud |
Mue |
Muf |
Mug |
Muh |
Mui |
Muj |
Muk |
Mul |
Mum |
Mun |
Muo |
Mup |
Muq |
Mur |
Mus |
Mut |
Muu |
Muv |
Muw |
Mux |
Muy |
Muz
 
Mula |
Mulb |
Mulc |
Muld |
Mule |
Mulf |
Mulg |
Mulh |
Muli |
Mulj |
Mulk |
Mull |
Mulm |
Muln |
Mulo |
Mulr |
Muls |
Mult |
Mulu |
Mulv |
Mulw |
Muly |
Mulz
 
Mulla |
Mulle |
Mullg |
Mullh |
Mulli |
Mulln |
Mullo |
Mullr |
Mully
 
Mulled |
Mullej |
Mullem |
Mullen |
Muller |
Mulles |
Mulley
 
Muller, A |
Muller, B |
Muller, C |
Muller, D |
Muller, E |
Muller, F |
Muller, G |
Muller, H |
Muller, I |
Muller, J |
Muller, K |
Muller, L |
Muller, M |
Muller, N |
Muller, O |
Muller, P |
Muller, Q |
Muller, R |
Muller, S |
Muller, T |
Muller, U |
Muller, V |
Muller, W |
Muller, X |
Muller, Y |
Muller, Z |
Mullera |
Mullerb |
Mullerh |
Mullerl |
Mullerp |
Mullers |
Mullerw |
Mullery
Die Liste der Biografien führt alle Personen auf, die in der deutschsprachigen Wikipedia einen Artikel haben. Dieses ist eine Teilliste mit 84 Einträgen von Personen, deren Namen mit den Buchstaben „Muller, L“ beginnt.

## Muller, L
- Müller, L. A. C. (1907–1985), deutscher Drehbuchautor

### Muller, La
- Müller, Ladina (* 2001), Schweizer Unihockeyspielerin
- Müller, Lars (* 1955), norwegischer Grafiker und Verleger
- Müller, Lars (* 1976), deutscher Fußballspieler
- Müller, Lars (* 1977), deutscher Eishockeyspieler
- Müller, Lary (* 1994), deutsche Schauspielerin
- Müller, Laura (* 1995), deutsche LeichtathletinLaura Müller (* 1995)

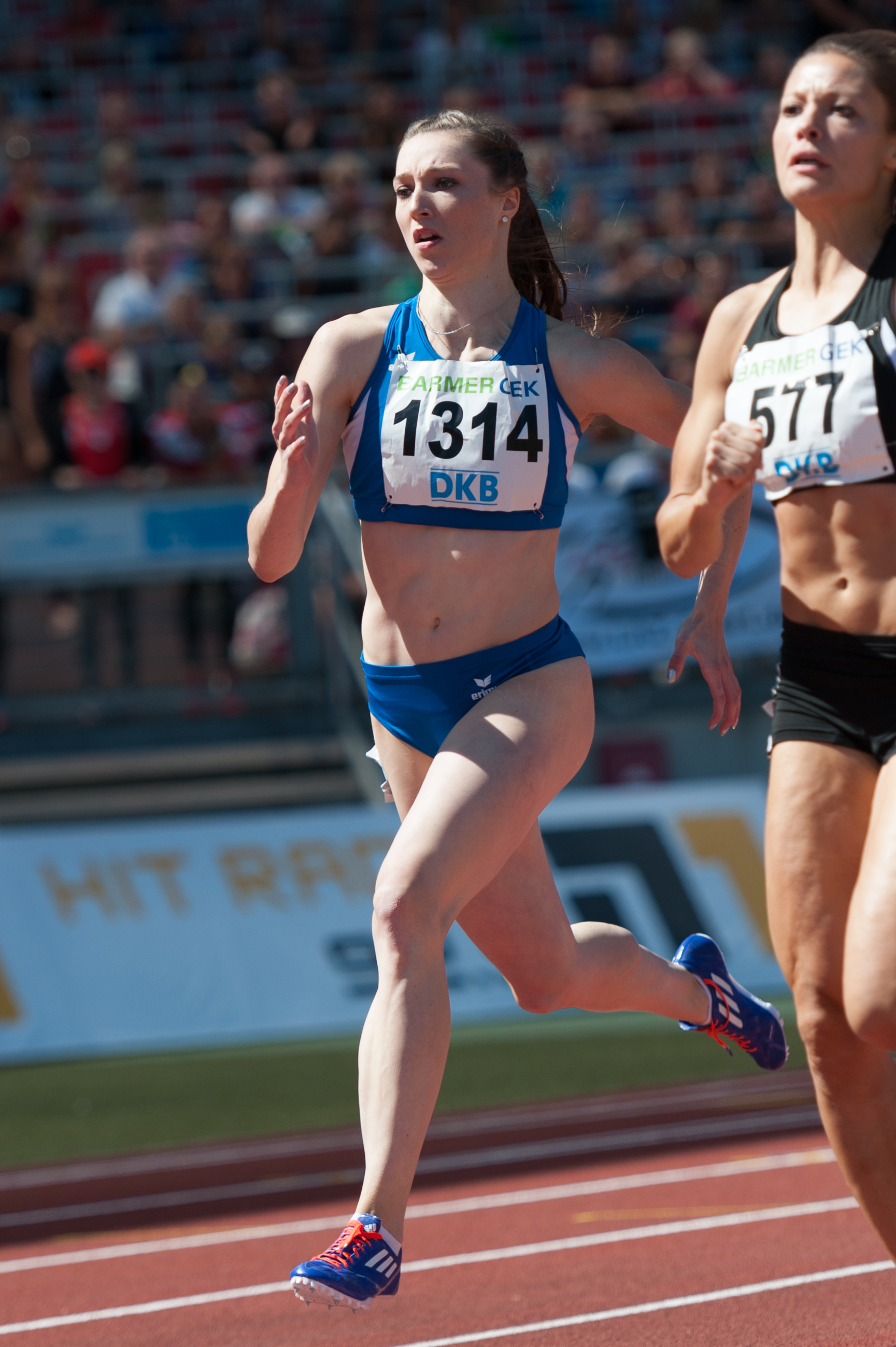
Laura Müller (* 1995)

- Müller, Laura (* 2000), deutsches It-Girl
- Müller, Laura Raquel (* 2004), deutsche Weitspringerin
- Müller, Laurentius (1829–1906), österreichischer Prämonstratenser, Abt des Stiftes Wilten
- Müller, Lauro (1863–1926), brasilianischer Politiker

### Muller, Le
- Müller, Lea (* 1982), Schweizer Orientierungsläuferin
- Müller, Lea (* 1999), deutsche Nachwuchsschauspielerin
- Müller, Lea (* 2002), deutsche Radsportlerin (BMX)
- Müller, Leandro (* 1978), brasilianischer Schriftsteller
- Müller, Lena (* 1982), deutsche Übersetzerin und Hörspiel-Autorin
- Müller, Lena (* 1987), deutsche Ruderin
- Müller, Lennart-Fabian (* 1988), deutscher Schauspieler, Sänger und Synchronsprecher
- Müller, Leo (1799–1844), österreichischer Erfinder und Unternehmer aus dem Kleinwalsertal
- Müller, Leo (* 1958), Schweizer Politiker
- Müller, Leo (* 1959), Schweizer Wirtschaftsjournalist und Autor
- Müller, Leon (* 2000), deutscher Fußballspieler
- Müller, Leonhard (1745–1818), letzter Abt des Klosters Eberbach
- Müller, Leonhard (1929–2021), deutscher Energiemanager und Sachbuchautor
- Müller, Leonhard (* 1991), deutscher Telemarker
- Müller, Leonie (* 1982), deutsche Volleyball- und Beachvolleyballspielerin
- Müller, Leopold (1822–1893), deutscher Militärarzt
- Müller, Leopold (1848–1912), deutscher Bariton und Theaterintendant
- Müller, Leopold (1908–1988), österreichischer Tunnelbaupionier
- Müller, Leopold Carl (1834–1892), österreichischer Maler
- Müller, Leopold Ludwig (1768–1839), deutscher Malerdilettant

### Muller, Li
- Müller, Liborius († 1753), deutscher Orgelbauer
- Müller, Lillian (* 1951), norwegisches Model und Schauspielerin
- Müller, Linn (* 1999), deutsche Schauspielerin
- Müller, Linus (* 1999), deutscher Hockeyspieler
- Müller, Lisa (* 1989), deutsche Dressurreiterin
- Müller, Lisa (* 1992), deutsche ehemalige Prostituierte und Autobiografie-Autorin
- Müller, Lisa (* 1992), deutsche Sportschützin
- Muller, Lizelle (* 1984), südafrikanische Squashspielerin

### Muller, Lo
- Müller, Lorenz (1868–1953), deutscher Herpetologe
- Müller, Lorenz (* 1963), deutscher Verwaltungsjurist, Direktor beim Deutschen Bundestag
- Müller, Lorenz Joachim (1716–1771), deutscher evangelisch-lutherischer Geistlicher
- Müller, Loretta (* 1982), Schweizer Politikerin
- Müller, Loretta (* 1987), deutsche Schauspielerin und Autorin
- Müller, Lothar (1927–2003), deutscher Ökonom
- Müller, Lothar (1930–2021), deutscher Fußballspieler
- Müller, Lothar (* 1947), österreichischer Politiker (SPÖ), Abgeordneter zum Nationalrat, Mitglied des Bundesrates
- Müller, Lothar (* 1954), deutscher Journalist, Literaturkritiker und LiteraturwissenschaftlerLothar Müller (* 1954)

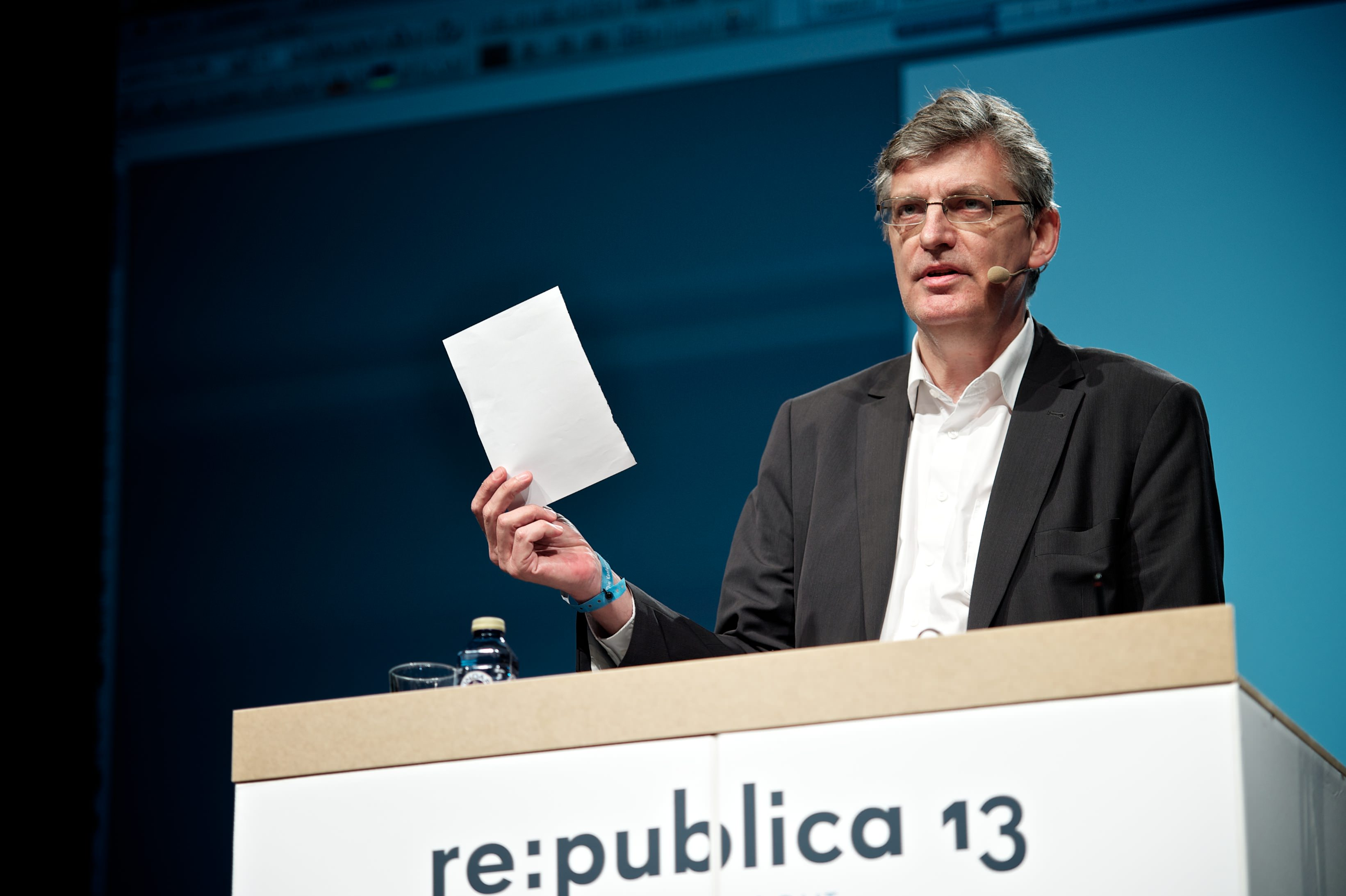
Lothar Müller (* 1954)

- Müller, Lotte (1901–1972), deutsche Schauspielerin, Kinderdarstellerin des frühen Stummfilms
- Müller, Louis (1812–1889), deutscher Unternehmer und Politiker
- Müller, Louis (1842–1898), deutscher Architekt
- Müller, Louis Ferdinand Albrecht (1813–1891), deutscher Dozent und Politiker (DFP), MdR
- Müller, Louise (1763–1829), deutsche Sängerin (Alt) und Klavierlehrerin
- Müller, Louise, deutsch-österreichische Schauspielerin und Opernsängerin (Sopran)
- Müller, Louise (1876–1935), deutsche Sopranistin
- Muller, Lourens (1917–2005), südafrikanischer Politiker

### Muller, Lu
- Müller, Lucian (1836–1898), deutscher klassischer Philologe
- Muller, Lucien (* 1934), französischer Fußballspieler
- Müller, Ludger (1952–2020), deutscher Kirchenrechtler
- Müller, Ludolf (1917–2009), deutscher Slawist
- Müller, Ludolf Hermann (1882–1959), deutscher Theologe
- Müller, Ludwig (1729–1818), deutscher Maler und Vergolder
- Müller, Ludwig (1782–1865), deutscher Kaufmann und Ratsherr der Hansestadt Lübeck
- Müller, Ludwig (1879–1964), deutscher Kaufmann und Fotopapierfabrikgründer (Argenta), Komponist und Zithermusiker
- Müller, Ludwig (1883–1945), Reichsbischof der Deutschen Evangelischen KircheLudwig Müller (1883–1945)

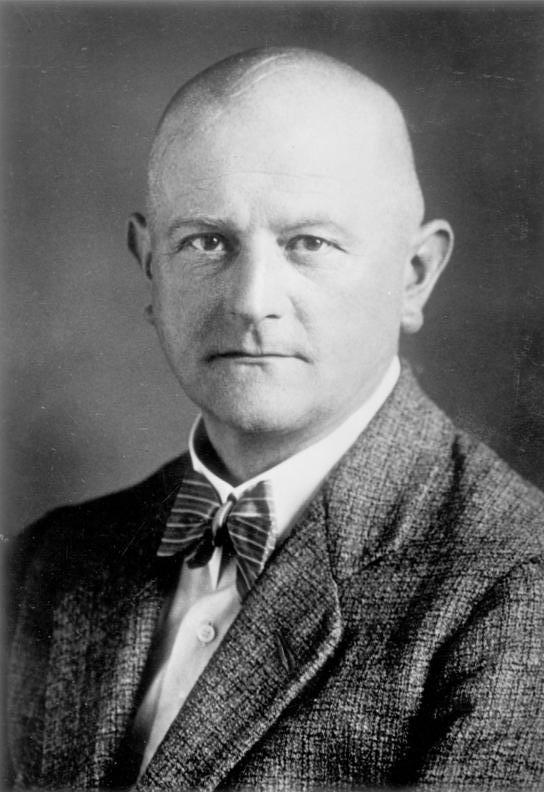
Ludwig Müller (1883–1945)

- Müller, Ludwig (1892–1972), deutscher Offizier, zuletzt General der Infanterie im Zweiten Weltkrieg
- Müller, Ludwig († 1955), deutscher Fußballspieler und -funktionär
- Müller, Ludwig (1932–2022), deutscher Leichtathlet
- Müller, Ludwig (1941–2021), deutscher Fußballspieler
- Müller, Ludwig (* 1966), österreichischer Darsteller, Autor und Kabarettist
- Müller, Ludwig August von (1846–1895), deutscher Politiker, bayerischer Kultusminister
- Müller, Ludwig Balthasar (1662–1746), Münzmeister in Hanau, hessen-darmstädter Oberberginspektor, Begründer des Kupferbergbaus in Thalitter
- Müller, Ludwig Jacob (1809–1870), nassauischer Politiker
- Müller, Ludwig Johann (* 1842), deutscher Kaufmann, Unternehmer und Jagdschriftsteller
- Müller, Ludwig Robert (1870–1962), deutscher Internist sowie Hochschullehrer
- Müller, Ludwig von (1854–1942), sächsischer General der Kavallerie
- Müller, Luís (* 1961), brasilianischer Fußballspieler
- Müller, Luis (* 2001), deutscher Fußballspieler
- Müller, Luise (* 1952), österreichische evangelisch-lutherische Theologin
- Müller, Lukas (* 1987), deutscher Ruderer
- Müller, Lukas (* 1992), österreichischer SkispringerLukas Müller (* 1992)

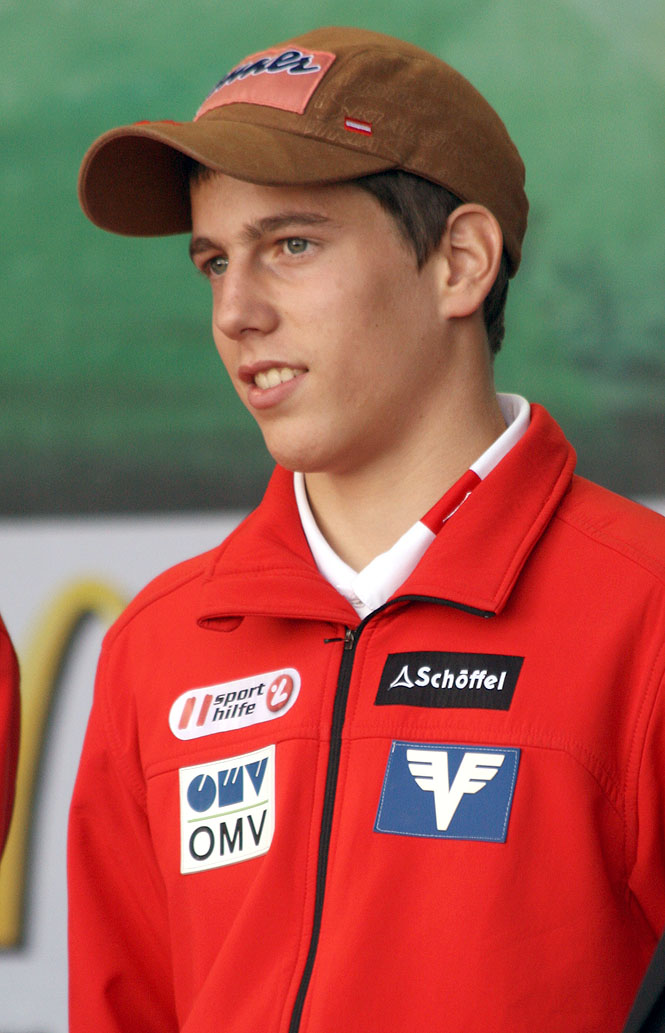
Lukas Müller (* 1992)

- Müller, Lukas (* 1992), österreichischer Handballspieler
- Müller, Lukas Felix (1918–2006), deutscher Veterinärmediziner
- Müller, Lutz (* 1960), deutscher Polizist und Polizeipräsident der Polizei Bremen